# Yoshio Tomita
Yoshio Tomita (jap. 富田 芳雄, Tomita Yoshio; * um 1933) ist ein japanischer Tischtennisspieler. Er ist vierfacher Weltmeister.
1950 gewann Tomita den erstmals ausgetragenen Einzelwettbewerb der japanischen Oberschulmeisterschaft und von 1952 bis 1954 dreimal in Folge die japanische Studentenmeisterschaft, wo er 1953 und 1954 auch im Doppel erfolgreich war. 1952 gewann er außerdem im Einzel die „Alljapanische Tischtennismeisterschaft“ (zen-nihon takkyū senshuken taikai) Sein erster bedeutender internationaler Erfolg war der Mannschaftssieg bei den Asienmeisterschaften 1953. Von 1954 bis 1956 wurde er dreimal für Weltmeisterschaften nominiert. Dabei holte er jedes Mal die Goldmedaille mit der japanischen Mannschaft. Einen weiteren Titelgewinn verbuchte er 1956 im Herrendoppel mit Ichirō Ogimura. 1954 erreichte er zusammen mit Fujie Eguchi das Endspiel im Mixed.
Yoshio Tomita ist seit 1960 verheiratet mit 
der Tischtennis-Nationalspielerin Fujie Eguchi.

## Turnierergebnisse
| Verband | Veranstaltung           | Jahr | Ort     | Land | Einzel        | Doppel        | Mixed         | Team |
| ------- | ----------------------- | ---- | ------- | ---- | ------------- | ------------- | ------------- | ---- |
| JPN     | Asienmeisterschaft TTFA | 1953 | Tokio   | JPN  | Halbfinale    | Viertelfinale | Halbfinale    | 1    |
| JPN     | Weltmeisterschaft       | 1956 | Tokio   | JPN  | Halbfinale    | Gold          | Viertelfinale | 1    |
| JPN     | Weltmeisterschaft       | 1955 | Utrecht | NED  | letzte 32     | Halbfinale    | Viertelfinale | 1    |
| JPN     | Weltmeisterschaft       | 1954 | Wembley | ENG  | Viertelfinale | Halbfinale    | Silber        | 1    |